# Marc-Claude de Buttet
Marc-Claude de Buttet (* 1529 in Chambéry; † 10. August 1586 in Genf) war ein savoyischer Dichter französischer Sprache.

## Leben und Werk
Marc-Claude de Buttet, geboren in der savoyischen Hauptstadt Chambéry, trat schon früh in den Dienst der Margarete von Angoulême, Schwester König Heinrichs II., begleitete sie 1559 nach Savoyen, wo sie Emanuel Philibert von Savoyen heiratete, und blieb auch nach ihrem Tod 1574 in seiner Heimat. Er starb in Genf.
Als Dichter fühlte Buttet sich ganz der Pléiade verpflichtet. In seinen Oden besang er Schnee, Eis, Wald und Wind der Savoyer Alpen. Sarah Alyn-Stacey (Trinity College Dublin) machte ihn in neuester Zeit zu einem zentralen Gegenstand ihrer Forschung.

## Werke (Auswahl)
- François Mugnier (Hrsg.): Marc-Claude de Buttet, poète savoisien (XVIe siècle). Le Testament. L’Apologie pour la Savoie. Notice sur sa vie, ses oeuvres poétiques et en prose française, et sur ses amis. Paris 1896. Slatkine, Genf 1971.
- Sarah Alyn-Stacey (Hrsg.): L’Amalthée (1575). Édition critique, avec introduction, commentaires et glossaire. Champion, Paris 2003.
- Sarah Alyn-Stacey (Hrsg.): Œuvres poétiques. Édition critique, avec introduction, commentaires et glossaire. Champion, Paris 2022. (3 Teile in 1 Bd.)
  - 1. Le premier livre des vers (1560)
  - 2. Le second livre des vers (1560)
  - 3. Les vers de circonstance (1559–1575) et divers autres vers